# Herman Garman Schanche
Herman Garman Schanche (* 7. September 1828 in Bergen, Norwegen; † 21. Dezember 1884 in Düsseldorf) war ein norwegischer Landschaftsmaler der Düsseldorfer Schule.

## Leben
Schanche, Sohn des Kaufmanns Herman Garman Schanche (1781–1861) und dessen Ehefrau Cecilie Catharina, geborene Garman (1785–1823, auch Garmann), ging neben seiner beruflichen Tätigkeit als Kaufmann in die öffentliche Zeichenschule Bergens (Bergens Thekniske Skole), wo Franz Wilhelm Schiertz sein Lehrer war. Nachdem er den Entschluss gefasst hatte, Maler zu werden, reiste er nach Düsseldorf. Dort war er ab 1855 ein Privatschüler seines Landsmanns Hans Fredrik Gude. Er nahm seinen Wohnsitz in Düsseldorf, reiste aber viel in Europa umher, etwa nach England, Holland, Frankreich und Portugal, oft auch in sein Heimatland Norwegen. Schanche malte anfangs auch Binnenmotive, in erster Linie aber Landschaften, später häufig Küstenmotive im Mondlicht. Er beteiligte sich an internationalen Kunstausstellungen. Auf der Londoner Kunstausstellung 1868 erhielt er ein Diplom, die Weltausstellung 1873 in Wien ehrte in mit einer Medaille.